# سیارک ۱۳۷۱۰
سیارک ۱۳۷۱۰ (به انگلیسی: 13710 Shridhar، نامگذاری:1998QU13) سیزده هزار و هفتصد و دهمین سیارک کشف شده‌است که در ۱۷ اوت ۱۹۹۸ کشف شد.
قدر مطلق سیارک برابر ۱۷.۸ است.